# Don Fanucci
Don Fanucci er en fiktiv karakter, der optrådte første gang i Mario Puzos roman The Godfather fra 1969, og i The Godfather Part II (1974), efterfølgeren til filmversionen af Puzos roman fra 1972. Fanucci bliver spillet af Gastone Moschin og han er baseret på Ignazio Lupo, en virkelig person involveret i Black Hand. Mens han tilsyneladende er sicialianer, så klæder og opfører Don Fanucci sig på en måde de mere minder om den napolitanske guappo-underverden.
Fanucci styrer en del af Little Italy, og Vito Corleone (Robert De Niro) skyder og dræber ham, hvorved det lykkes ham at overtage området.